# La casa del boia
La casa del boia (Hangman's House) è un film muto del 1928 diretto da John Ford.
È un film drammatico statunitense con June Collyer, Larry Kent e Victor McLaglen basato su un romanzo di Brian Oswald Donn-Byrne.

## Produzione
Il film, diretto da John Ford su una sceneggiatura di Philip Klein (adattamento), Marion Orth e Willard Mack con il soggetto di Brian Oswald Donn-Byrne (autore del romanzo, accreditato come Donn Byrne), fu prodotto dallo stesso Ford (non accreditato) per la Fox Film Corporation e girato dal gennaio al febbraio del 1928.

## Distribuzione
Il film fu distribuito con il titolo Hangman's House negli Stati Uniti dal 13 maggio 1928 al cinema dalla Fox Film Corporation.
Alcune delle uscite internazionali sono state:
- nel Regno Unito il 12 novembre 1928
- in Danimarca il 1º aprile 1929 (Den smilende Hævner)
- in Brasile (Justiça do Amor)
- in Francia (La maison du bourreau)
- in Spagna (Legado trágico)
- in Italia (La casa del boia)

## Promozione
La tagline è: "Victor McLaglen in the role of an avenging soldier of the Foreign Legion, in a colorful romance of action.".

## Critica
Secondo il Morandini il film è "un fosco e convenzionale dramma di taglio gotico cui molto dona la fotografia di George Schneidermann". Secondo Leonard Maltin il film è un "melodramma barocco sill'amore tormentato e l'onore familiare" "nobilitato da una sontuosa produzione e dal piglio sicuro di Ford".